# Kai
Алессіа де Гасперіс-Бріганте (англ. Alessia De Gasperis-Brigante, 17 березня 1990, Торонто, Канада) — канадська співачка та авторка пісень, відоміша за своїй сценічним ім'ям Kai.

## Ранні роки
Навчалась у школі єпископа Стречана у Торонто, яка відома своїми випускниками, такими як Лорі Голден. Алессіа є внучкою італо-канадського мільярдера Альфредо де Гасперіса.
Вибираючи собі сценічний псевдонім, зупинилась на імені Kai, що з японської означає «зміна». Таким чином вона хоче бути чимось новим у музиці.

## Музична кар'єра
2011 року випустила свій першим міні-альбом 11:11, який включав в себе її дебютний сингл «I Choose Me». Реліз не отримав великої підтримки у промоутерів, тому не попав в жодні чарти.
2012 року разом з даб-степ гуртом Adventure Club випустила пісню «Need Your Heart», до якої написала слова та виступила в ролі вокалістки. Пісня опинилась на другому місці у хіт-параді електронної музики iTunes.
Згодом співпрацювала з Diplo над випуском його EP Revolution, записавши одноіменну пісню. Разом з Childish Gambino заспівала у пісні «Crawl».
2014 року написала пісню «Sweet Talker», яку виконала співачка Джессі Джей. 2015 року написала слова та виконала пісню «Mind», яка була записана за участі Jack Ü.
2016 року разом з Flume випустила сингл «Never Be Like You». Пісня досягнула першого місця в Австралії, топ-20 в США та першого місця у хіт-параді електронної музики iTunes.

## Дискографія

### EP
- 11:11 (2011)

### Сингли
- «Need Your Heart» (Adventure Club featuring Kai) (2012)
- «Crawl» (Childish Gambino featuring Kai) (2013)
- «Revolution» (Diplo feat. Faustix, ImanoS & Kai) (2013)
- «Mind» (Jack Ü feat. Kai) (2015)
- «Let Me Love You Right» (Hunter Siegel feat. Kai) (2015)
- «Never Be Like You» (Flume featuring Kai) (2016)

## Нагороди та номінації
| Рік  | Церемонія                        | Категорія                                    | Номінована робота                             | Результат |
| ---- | -------------------------------- | -------------------------------------------- | --------------------------------------------- | --------- |
| 2011 | Independent Music Awards         | Найкраща фольк пісня                         | «I Choose Me»                                 | Номінація |
| 2012 | Toronto Independent Music Awards | Найкраще акустичне виконання                 | N/A                                           | Перемога  |
| 2016 | ARIA Awards                      | Найкращий поп реліз                          | «Never Be like You»                           | Перемога  |
| 2016 | ARIA Awards                      | Пісня року                                   | «Never Be like You»                           | Номінація |
| 2016 | ARIA Awards                      | Найкращий відеокліп                          | «Never Be like You»                           | Номінація |
| 2017 | Нагорода Греммі                  | Найкраща танцювальна пісня                   | «Never Be like You»                           | Номінація |
| 2017 | APRA Awards                      | Танцювальна робота року                      | «Never Be Like You» (Flume, Kai, Джофрі Ерлі) | Перемога  |
| 2017 | APRA Awards                      | Найбільш прослуховувана австралійська робота | «Never Be Like You» (Flume, Kai, Джофрі Ерлі) | Перемога  |